# Thricops sudeticus
Thricops sudeticus är en tvåvingeart som först beskrevs av Johann Andreas Schnabl 1888.  Thricops sudeticus ingår i släktet Thricops och familjen husflugor. Arten är reproducerande i Sverige. Inga underarter finns listade i Catalogue of Life.